# Морозов Григорій Павлович (футболіст)
Григорій Морозов (рос. Григорий Морозов, нар. 6 червня 1994, Іжевськ, Росія) — російський футболіст, захисник клубу «Бейтар» (Єрусалим).

## Ігрова кар'єра

### Клубна
Григорій Морозов є вихованцем тольяттінської Академії футболу ім. Ю. Конопльова, де він займався футболом з десяти років. Будучи фанатом московського «Динамо» вже за два роки футболіст опинився у стані «синьо-білих».
Вже влітку 2014 Морозов тренувався з першою командою москвичів. Колишній тренер Морозова по молодіжному складу «Динамо» Дмитро Хохлов запрошував футболіста у свій клуб «Кубань» але Морозов відмовився і підписав з «Динамо» новий контракт.
Уже в дебютному матчі в основі «Динамо» Морозов відзначився забитим голом у ворота московського «Локомотива». Сталося це у серпні 2015 року.
У 2020 Морозов відбув в оренду до клубу РПЛ «Уфа».

### Збірна
З 2010 року Григорій Морозов грав за різні вікові збірні Росії. У сезоні 2014/15 він провів кілька матчів за молодіжну збірну.

## Титули і досягнення
- Володар Кубка Ізраїлю (1):

«Бейтар» (Єрусалим): 2022-23